# Reading Football Club Women 2019-2020
Questa voce raccoglie le informazioni riguardanti il Reading Football Club Women nelle competizioni ufficiali della stagione 2019-2020.

## Stagione
La stagione è stata caratterizzata dallo scoppio della pandemia di COVID-19 nel mese di marzo 2020, che ha portato a un'iniziale sospensione di tutte le competizioni, per poi arrivare a una sospensione definitiva il successivo 25 maggio. La classifica della FA Women's Super League venne stilata in base al rapporto punti conquistati su partite disputate, e il Reading mantenne la quinta posizione che aveva al momento della sospensione del torneo, ossia dopo quattordici partite disputate. In FA Women's Cup la squadra, che era partita dal quarto turno, è stata eliminata al quinto turno, dove è stata sconfitta dal Leicester City dopo i tempi supplementari. In FA Women's League Cup la squadra aveva superato la fase a gruppi come seconda classificata, venendo, però, poi sconfitta nei quarti di finale dall'Arsenal per 1-0.

## Maglie e sponsor
Le tenute di gioco solo le stesse adottate dal Reading maschile.
| Casa | Trasferta |

## Rosa
| N. |                        | Ruolo | Calciatrice                |
| -- | ---------------------- | ----- | -------------------------- |
| 1  | Irlanda (bandiera)     | P     | Grace Moloney              |
| 2  | Norvegia (bandiera)    | D     | Kristine Bjørdal Leine     |
| 3  | Inghilterra (bandiera) | D     | Mayumi Pacheco             |
| 4  | Inghilterra (bandiera) | C     | Fara Williams              |
| 5  | Inghilterra (bandiera) | D     | Molly Bartrip              |
| 6  | Galles (bandiera)      | C     | Angharad James             |
| 8  | Inghilterra (bandiera) | C     | Remi Allen                 |
| 9  | Norvegia (bandiera)    | A     | Amalie Vevle Eikeland      |
| 10 | Inghilterra (bandiera) | A     | Lauren Bruton              |
| 11 | Galles (bandiera)      | C     | Natasha Harding (capitano) |
| 14 | Inghilterra (bandiera) | A     | Millie Farrow              |
| 15 | Islanda (bandiera)     | A     | Rakel Hönnudóttir          |

| N. |                        | Ruolo | Calciatrice                |
| -- | ---------------------- | ----- | -------------------------- |
| 16 | Norvegia (bandiera)    | A     | Lisa-Marie Karlseng Utland |
| 18 | Inghilterra (bandiera) | C     | Jade Moore                 |
| 19 | Inghilterra (bandiera) | A     | Brooke Chaplen             |
| 21 | Paesi Bassi (bandiera) | A     | Maxime Bennink             |
| 22 | Inghilterra (bandiera) | D     | Josanne Potter             |
| 23 | Galles (bandiera)      | C     | Rachel Rowe                |
| 26 | Scozia (bandiera)      | D     | Sophie Howard              |
| 27 | Inghilterra (bandiera) | P     | Rachael Laws               |
| 28 | Galles (bandiera)      | D     | Lily Woodham               |
| 29 | Inghilterra (bandiera) | D     | Kiera Skeels               |
| 31 | Inghilterra (bandiera) | D     | Bethan Roberts             |
| 35 | Inghilterra (bandiera) | C     | Sophie Quirk               |

## Calciomercato

### Sessione estiva
| Acquisti | Acquisti                   | Acquisti   | Acquisti |
| R.       | Nome                       | da         | Modalità |
| -------- | -------------------------- | ---------- | -------- |
| D        | Kristine Bjørdal Leine     | Røa        | [ 6 ]    |
| C        | Angharad James             | Everton    | [ 7 ]    |
| A        | Maxime Bennink             | PEC Zwolle | [ 8 ]    |
| A        | Amalie Vevle Eikeland      | Sandviken  | [ 9 ]    |
| A        | Lisa-Marie Karlseng Utland | Rosengård  | [ 10 ]   |

| Cessioni | Cessioni         | Cessioni          | Cessioni |
| R.       | Nome             | a                 | Modalità |
| -------- | ---------------- | ----------------- | -------- |
| C        | Gemma Davison    | Tottenham         | [ 11 ]   |
| D        | Lily Woodham     | Charlton Athletic | prestito |
| C        | Charlie Estcourt | Charlton Athletic | prestito |
| C        | Rachel Furness   | Tottenham         | prestito |

### Sessione invernale
| Acquisti | Acquisti       | Acquisti  | Acquisti      |
| R.       | Nome           | da        | Modalità      |
| -------- | -------------- | --------- | ------------- |
| C        | Rachel Furness | Tottenham | fine prestito |

| Cessioni | Cessioni          | Cessioni        | Cessioni |
| R.       | Nome              | a               | Modalità |
| -------- | ----------------- | --------------- | -------- |
| C        | Rachel Furness    | Liverpool       | [ 14 ]   |
| C        | Jade Moore        | Orlando Pride   | [ 15 ]   |
| A        | Maxime Bennink    | Brighton & Hove | prestito |
| A        | Rakel Hönnudóttir | Breiðablik      | [ 17 ]   |

## Risultati

### FA Women's Super League

#### Girone di andata
| Arbitro: | Barrott |

|  |           |              |
|  | Marcatori | 42’ Williams |

| Arbitro: | Pearson |

|  |           |                 |
|  | Marcatori | 30’, 59’ Bremer |

| Solihull 29 settembre 2019 3ª giornata | Birmingham City | – Annullata | Reading | Damson Park |

| Arbitro: | Dale |

|                                   |           |                             |
| Moore 7’, 17’ Karlseng Utland 70’ | Marcatori | 10’ Kelly 23’ (rig.) Graham |

| Arbitro: | Conley |

|                          |           |  |
| Hanson 16’ Sigsworth 85’ | Marcatori |  |

| Arbitro: | Dowle |

|                                 |           |                                     |
| Allen 17’ Chaplen 18’ James 47’ | Marcatori | 38’ Wellings 49’ Daniëls 83’ Salmon |

| Arbitro: | Wood |

|                        |           |                                         |
| Baunach 4’ Kiernan 65’ | Marcatori | 75’ Bjørdal Leine 76’ Chaplen 82’ Moore |

| Arbitro: | Russell |

|                           |           |                          |
| A. Whelan 18’ Umotong 34’ | Marcatori | 15’ Williams 90+5’ Allen |

| Arbitro: | Hulme |

|  |           |                               |
|  | Marcatori | 28’, 90+1’ Miedema 37’ Little |

| Arbitro: | Pearson |

|                                     |           |          |
| Allen 87’ Potter 77’ Eikeland 90+9’ | Marcatori | 52’ Worm |

| Arbitro: | Pearson |

|                                     |           |              |
| England 41’ Reiten 64’ Cuthbert 75’ | Marcatori | 16’ Williams |

#### Girone di ritorno
| Arbitro: | Bisham |

|              |           |  |
| Eikeland 39’ | Marcatori |  |

| Arbitro: | Shackleton |

|                     |           |                     |
| Kelly 11’, 59’, 65’ | Marcatori | 31’ (rig.) Williams |

| Arbitro: | Dowle |

|                        |           |           |
| F. Williams 80’ (rig.) | Marcatori | 30’ James |

| Filton 9 febbraio 2020 15ª giornata | Bristol City | – Annullata | Reading | Stoke Gifford Stadium |

| Arbitro: | Byrne |

|                       |           |  |
| Moore 23’ Chaplen 63’ | Marcatori |  |

| Borehamwood 23 febbraio 2020 17ª giornata | Arsenal | – Annullata | Reading | Meadow Park |

| High Wycombe 22 marzo 2020 18ª giornata | Reading | – Annullata | Brighton & Hove | Adams Park |

| High Wycombe 29 marzo 2020 19ª giornata | Reading | – Annullata | Liverpool | Adams Park |

| Manchester 5 aprile 2020 20ª giornata | Manchester City | – Annullata | Reading | Manchester City Academy Stadium |

| High Wycombe 26 aprile 2020 21ª giornata | Reading | – Annullata | Chelsea | Adams Park |

| Harrow 16 maggio 2020 22ª giornata | Tottenham | – Annullata | Reading | The Hive Stadium |

### FA Women's Cup
| Dartford 26 gennaio 2020, ore 14:00 UTC+0 Quarto turno                                         | London City Lionesses | 0 – 5 referto                                                | Reading | Princes Park |
| \| \| \| \| \| \| Marcatori \| 13’, 78’ Williams 30’ Potter 44’ Pacheco 58’ Karlseng Utland \| |                       |                                                              |         |              |
|                                                                                                |                       |                                                              |         |              |
|                                                                                                | Marcatori             | 13’, 78’ Williams 30’ Potter 44’ Pacheco 58’ Karlseng Utland |         |              |

| Quorn 20 febbraio 2020, ore 19:45 UTC+0 Quinto turno                        | Leicester City | 2 – 1 (d.t.s.) referto | Reading | Stadio Farley Way |
| \| \| \| \| \| Bailey-Gayle 79’, 116’ \| Marcatori \| 45’ (rig.) Chaplen \| |                |                        |         |                   |
|                                                                             |                |                        |         |                   |
| Bailey-Gayle 79’, 116’                                                      | Marcatori      | 45’ (rig.) Chaplen     |         |                   |

### FA Women's League Cup

#### Fase a gruppi
| Arbitro: | Whitton |

|  |           |                                                |
|  | Marcatori | 32’, 47’ Chaplen 54’ (aut.) Neville 55’ Farrow |

| Arbitro: | Sanders |

|                        |           |                       |
| Williams 16’, 55’, 90’ | Marcatori | 27’ Donovan 34’ Noble |

| Arbitro: | Atkins |

|  |           |             |
|  | Marcatori | 75’ Lehmann |

| Reading 21 novembre 2019, ore 19:30 UTC+0 Gruppo D - 4ª giornata                           | Reading   | 6 – 0 referto | Crystal Palace | Madejski Stadium |
| \| \| \| \| \| Karlseng Utland 8’, 22’, 24’, 85’, 90’ Bjørdal Leine 40’ \| Marcatori \| \| |           |               |                |                  |
|                                                                                            |           |               |                |                  |
| Karlseng Utland 8’, 22’, 24’, 85’, 90’ Bjørdal Leine 40’                                   | Marcatori |               |                |                  |

| Arbitro: | Johnson |

|                                |                      |                               |
| Cooper 66’                     | Marcatori            | 15’ Potter                    |
| Cuthbert Mjelde England Cooper | Tiri di rigore 2 – 4 | Williams Chaplen Farrow Allen |

#### Fase a eliminazione diretta
| Arbitro: | Heaslip |

|            |           |  |
| Little 86’ | Marcatori |  |

## Statistiche

### Statistiche di squadra
| Competizione            | Punti | In casa | In casa | In casa | In casa | In casa | In casa | In trasferta | In trasferta | In trasferta | In trasferta | In trasferta | In trasferta | Totale | Totale | Totale | Totale | Totale | Totale | DR  |
| Competizione            | Punti | G       | V       | N       | P       | Gf      | Gs      | G            | V            | N            | P            | Gf           | Gs           | G      | V      | N      | P      | Gf     | Gs     | DR  |
| ----------------------- | ----- | ------- | ------- | ------- | ------- | ------- | ------- | ------------ | ------------ | ------------ | ------------ | ------------ | ------------ | ------ | ------ | ------ | ------ | ------ | ------ | --- |
| FA Women's Super League | 21    | 8       | 4       | 2       | 2       | 13      | 12      | 6            | 2            | 1            | 3            | 8            | 12           | 14     | 6      | 3      | 5      | 21     | 24     | -3  |
| FA Women's Cup          | -     | 0       | 0       | 0       | 0       | 0       | 0       | 2            | 1            | 0            | 1            | 6            | 2            | 2      | 1      | 0      | 1      | 6      | 2      | +4  |
| FA Women's League Cup   | -     | 3       | 2       | 0       | 1       | 9       | 3       | 3            | 1            | 1            | 1            | 5            | 2            | 6      | 3      | 1      | 2      | 14     | 5      | +9  |
| Totale                  | -     | 11      | 6       | 2       | 3       | 22      | 15      | 11           | 4            | 2            | 5            | 19           | 16           | 22     | 10     | 4      | 8      | 41     | 31     | +10 |

### Andamento in campionato
| Giornata  | 1 | 2 | 3 | 4 | 5 | 6 | 7 | 8 | 9 | 10 | 11 | 12 | 13 | 14 | 15 | 16 | 17 | 18 | 19 | 20 | 21 | 22 |
| --------- | - | - | - | - | - | - | - | - | - | -- | -- | -- | -- | -- | -- | -- | -- | -- | -- | -- | -- | -- |
| Luogo     | T | C | T | C | T | C | T | T | C | C  | T  | C  | T  | C  | T  | C  | T  | C  | C  | T  | C  | T  |
| Risultato | V | P | - | V | P | N | V | N | P | V  | P  | V  | P  | N  | -  | V  | -  | -  | -  | -  | -  | -  |
| Posizione | 5 | 7 | 7 | 7 | 8 | 7 | 6 | 6 | 7 | 6  | 6  | 4  | 6  | 6  | 6  | 4  | -  | -  | -  | -  | -  | -  |

Legenda:

Luogo: C = Casa; T = Trasferta. Risultato: V = Vittoria; N = Pareggio; P = Sconfitta.

### Statistiche delle giocatrici
| Giocatore            | FA Women's Super League | FA Women's Super League | FA Women's Super League | FA Women's Super League | FA Women's Cup | FA Women's Cup | FA Women's Cup | FA Women's Cup | FA Women's League Cup | FA Women's League Cup | FA Women's League Cup | FA Women's League Cup | Totale   | Totale | Totale      | Totale     |
| Giocatore            | Presenze                | Reti                    | Ammonizioni             | Espulsioni              | Presenze       | Reti           | Ammonizioni    | Espulsioni     | Presenze              | Reti                  | Ammonizioni           | Espulsioni            | Presenze | Reti   | Ammonizioni | Espulsioni |
| -------------------- | ----------------------- | ----------------------- | ----------------------- | ----------------------- | -------------- | -------------- | -------------- | -------------- | --------------------- | --------------------- | --------------------- | --------------------- | -------- | ------ | ----------- | ---------- |
| R. Allen             | 12                      | 3                       | 4                       | 0                       | 1              | 0              | 0              | 0              | 5                     | 0                     | 0                     | 0                     | 18       | 3      | 4           | 0          |
| M. Bartrip           | 4                       | 0                       | 1                       | 0                       | 1              | 0              | 0              | 0              | 1                     | 0                     | 0                     | 0                     | 6        | 0      | 1           | 0          |
| M. Bennink           | 0                       | 0                       | 0                       | 0                       | -              | -              | -              | -              | 1                     | 0                     | 0                     | 0                     | 1        | 0      | 0           | 0          |
| K. Bjørdal Leine     | 11                      | 1                       | 1                       | 0                       | 2              | 0              | 0              | 0              | 5                     | 1                     | 0                     | 0                     | 18       | 2      | 1           | 0          |
| B. Chaplen           | 14                      | 3                       | 0                       | 0                       | 2              | 0              | 0              | 0              | 6                     | 2                     | 0                     | 0                     | 22       | 5      | 0           | 0          |
| A. Eikeland          | 14                      | 2                       | 2                       | 0                       | 2              | 0              | 0              | 0              | 5                     | 0                     | 0                     | 0                     | 21       | 2      | 2           | 0          |
| M. Farrow            | 9                       | 0                       | 2                       | 0                       | 2              | 0              | 0              | 0              | 5                     | 1                     | 0                     | 0                     | 16       | 1      | 2           | 0          |
| N. Harding           | 8                       | 0                       | 0                       | 0                       | 2              | 0              | 0              | 0              | 2                     | 0                     | 0                     | 0                     | 12       | 0      | 0           | 0          |
| R. Hönnudóttir       | 4                       | 0                       | 0                       | 0                       | -              | -              | -              | -              | 2                     | 0                     | 0                     | 0                     | 6        | 0      | 0           | 0          |
| S. Howard            | 11                      | 0                       | 2                       | 0                       | 2              | 0              | 0              | 0              | 5                     | 0                     | 0                     | 0                     | 18       | 0      | 2           | 0          |
| A. James             | 14                      | 1                       | 2                       | 0                       | 2              | 0              | 0              | 0              | 6                     | 0                     | 1                     | 0                     | 22       | 1      | 3           | 0          |
| L.M. Karlseng Utland | 10                      | 1                       | 2                       | 0                       | 2              | 0              | 0              | 0              | 5                     | 5                     | 0                     | 0                     | 17       | 6      | 2           | 0          |
| R. Laws              | 5                       | -4                      | 1                       | 0                       | 1              | 0              | 0              | 0              | 5                     | -5                    | 0                     | 0                     | 11       | -9     | 1           | 0          |
| G. Moloney           | 10                      | -20                     | 1                       | 1                       | 1              | -2             | 0              | 0              | 1                     | 0                     | 0                     | 0                     | 12       | -22    | 1           | 1          |
| J. Moore             | 14                      | 4                       | 5                       | 0                       | 1              | 0              | 0              | 0              | 6                     | 0                     | 2                     | 0                     | 21       | 4      | 7           | 0          |
| M. Pacheco           | 9                       | 1                       | 1                       | 0                       | 2              | 0              | 0              | 0              | 5                     | 0                     | 1                     | 0                     | 16       | 1      | 2           | 0          |
| J. Potter            | 9                       | 1                       | 0                       | 0                       | 1              | 0              | 0              | 0              | 2                     | 1                     | 0                     | 0                     | 12       | 2      | 0           | 0          |
| S. Quirk             | 0                       | 0                       | 0                       | 0                       | 1              | 0              | 0              | 0              | 0                     | 0                     | 0                     | 0                     | 1        | 0      | 0           | 0          |
| R. Rowe              | 12                      | 0                       | 0                       | 1                       | 2              | 0              | 0              | 0              | 5                     | 0                     | 1                     | 0                     | 19       | 0      | 1           | 1          |
| K. Skeels            | 0                       | 0                       | 0                       | 0                       | -              | -              | -              | -              | 2                     | 0                     | 0                     | 0                     | 2        | 0      | 0           | 0          |
| F. Williams          | 14                      | 5                       | 0                       | 0                       | 1              | 0              | 0              | 0              | 6                     | 3                     | 0                     | 0                     | 21       | 8      | 0           | 0          |